# Benzoil-CoA 3-monoossigenasi
La benzoil-CoA 3-monoossigenasi è un enzima appartenente alla classe delle ossidoreduttasi, che catalizza la seguente reazione:
benzoil-CoA + NADPH + H+ + O2 ⇄ 3-idrossibenzoil-CoA + NADP+ + H2O
L'enzima che proviene dal batterio denitrificante Pseudomonas KB740 catalizza una reazione che richiede flavina (FAD o FMN). Il benzoato non è un substrato.